# 生物生産学科
生物生産学科（せいぶつせいさんがっか）は、食糧生産学と園芸科学、水産科学、植物生産学、生物生産学、応用生命科学、生産環境化学、家畜生産学､動物生産学などを学ぶ日本の大学の学科。主に農学部や水産学部に設置されている。

## 設置している日本の大学
- 水産大学校生物生産学科
- 東京農業大学生物産業学部（植物科学と動物科学）
- 東京農工大学農学部（植物科学と動物科学に生産技術環境と経営）
- 広島大学生物生産学部（生物圏環境学、水産生物科学、動物生産科学、食品科学、分子細胞機能学の各コース）
- 東海大学海洋学部水産学科生物生産学専攻

（生物生産科学科）
- 東北大学農学部（植物生命科学系、資源環境経済学系、応用動物科学系、海洋生物科学系の4学系）
- 秋田県立大学生物資源科学部（生物生産科学講座（植物生産基礎、植物遺伝・育種、植物分子生理、生物活性物質、植物資源創成システム）

## その他
- 弘前大学農学生命科学部は食料資源学科など5学科に改組
- 山形大学農学部は食料生命環境学科の1学科へ
- 宇都宮大学農学部は生物資源科学科と応用生命化学科へ改組
- 茨城大学農学部は、全ての学科を食生命科学科（国際食産業科学とバイオサイエンスの2コース）地域総合農学科（農業科学と地域共生の2コース）2学科に改組
- 千葉大学園芸学部は園芸学科生物生産環境学プログラム
- 京都大学農学部は資源生物科学科に
- 大阪工業大学工学部は、生命工学科 食品微生物生産学研究室、生物生産プロセス工学研究室
- 鳥取大学農学部は生物資源環境学科（国際乾燥地農学、里地里山環境管理学、植物菌類生産科学、農芸化学の4コースに）の1学科に
- 島根大学農学部は農林生産学科
- 摂南大学農学部に農業生産学科
- 香川大学農学部は応用生物科学科の1学科・生物生産科学コースに
- 鹿児島大学農学部は農業生産科学科（応用植物科学コース、畜産科学コース、食料農業経済学コースの3コース）に。

他は食料生命科学科（食品機能科学コース（食品と健康という視点で食品機能の細胞や動物個体レベルで の評価や食素材の開発を目指す分野）食環境制御科学コース（植物の生育とその前後、土壌やポストハーベストを含めた領域をカバーする分野）焼酎発酵・微生物科学コースの3コース）、農林環境科学科（森林科学と地域環境システム学の2つの教育コース）
- 琉球大学農学部は改組し、亜熱帯地域農学科（農林経済学、植物開発学、循環畜産学、農林共生学の各コース）亜熱帯農林環境科学科（植物機能学、動物機能学、森林環境学、生態環境科学の各コース）地域農業工学科（バイオ工学、地域環境工学の各コース）亜熱帯生物資源科学科（生物機能開発学、食品機能科学、発酵・生命科学、健康栄養科学の各コース）に。

## 大学以外
- 広島県立庄原実業高等学校

## 造園施工管理技士
生物生産科学科、生物生産学科（ただし、農林・農業経営経済学、農業動物学、家畜生産学コースを除く）といった名称の学科出身者は、所定の実務年数を経て造園施工管理技士の受験資格を得ることができる（番号は09）。

## 関連
- 農学科
- 林学科
- 森林科学科
- 生物資源学科
- 応用生物科学科
- 生物資源環境学科
- 食料生産科学科
- 食品科学科
- 生産環境科学科